# Ölsta, Ekerö kommun
Ölsta är en tätort i Ekerö kommun belägen på norra Färingsö. 
Orten har kommunens enda kvarvarande Folkets Hus och park.

## Befolkningsutveckling
| Befolkningsutvecklingen i Ölsta 1990–2020 | Befolkningsutvecklingen i Ölsta 1990–2020 | Befolkningsutvecklingen i Ölsta 1990–2020 | Befolkningsutvecklingen i Ölsta 1990–2020 | Befolkningsutvecklingen i Ölsta 1990–2020 |
| --- | ----------------------------------------- | ----------------------------------------- | ----------------------------------------- | ----------------------------------------- |
| |                                           |                                           |                                           |                                           |
| År |                                           |                                           | Folkmängd                                 | Areal (ha)                                |
| 1990 | 1990                                      |                                           | 165                                       | 65#                                       |
| 1995 | 1995                                      |                                           | 178                                       | 65#                                       |
| 2000 | 2000                                      |                                           | 194                                       | 66#                                       |
| 2005 | 2005                                      |                                           | 188                                       | 66#                                       |
| 2010 | 2010                                      |                                           | 267                                       | 76                                        |
| 2015 | 2015                                      |                                           | 652                                       | 239                                       |
| 2020 | 2020                                      |                                           | 730                                       | 239                                       |
| Anm.: Ny tätort 2010 med småorten Färentuna. Tätorten utökades 2015 åt norr och bland annat de tidigare småorterna Karlskär och Ilända. # Som småort. |                                           |                                           |                                           |                                           |